# Renaldo & Clara
Renaldo & Clara són un grup de música indie pop català de Lleida liderat per la compositora i cantant Clara Viñals.

## Trajectòria

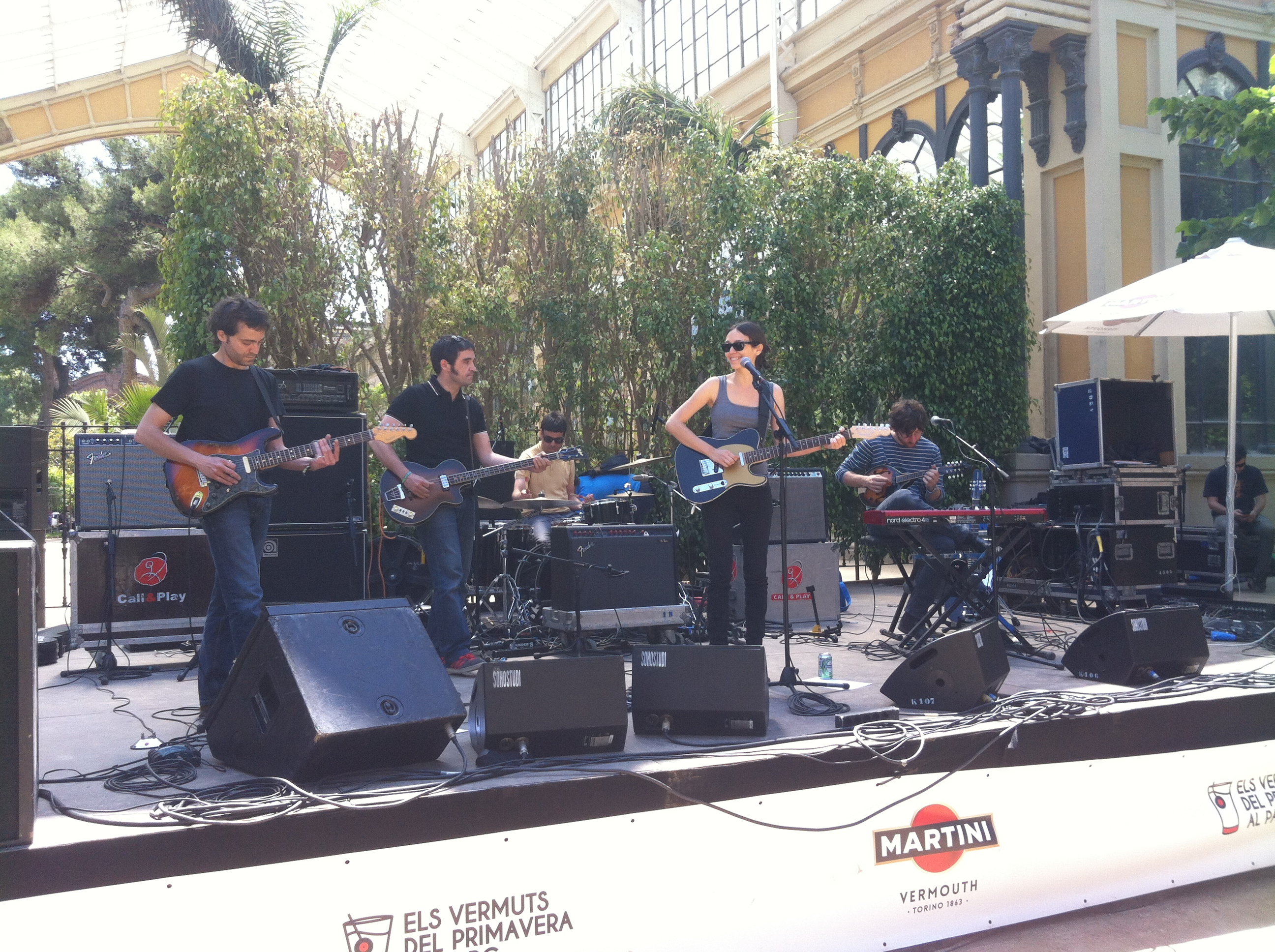
Renaldo & Clara al Primavera Sound del 2014.

El nom del grup fa referència a Renaldo and Clara, una pel·lícula documental de 1978 dirigida i protagonitzada per Bob Dylan. Iniciaren la seva trajectòria publicant un EP homònim l'any 2009, amb referències al pop més minimalista, al folk britànic de la dècada del 1970 i al Donosti sound, i sorprenen amb unes cançons subtils però carregades de detalls. L'any 2012 publiquen un altre EP titulat Lilà amb la discogràfica madrilenya Elefant Records.
L'any 2014 publicaren el seu primer LP, titulat Fruits del teu bosc, i l'any 2017 el seu segon LP titulat Els afores, finalista als premis MIN de la Música Independent en la categoria de Millor disc de l'any.
L'Amor fa calor, publicat al setembre del 2020, suposà l'ascens definitiu de la seva trajectòria: confiança, atreviment i evolució en un treball que conté noves cançons plenes d'originals lletres que oscil·len entre una honestedat desarmant i la ironia més punxant.
Fins a l'actualitat, han col·laborat amb artistes com Juli Bustamante, Xavier Baró, Scott Mannion i Jonathan Bree.

## Components
- Clara Viñals (veu i guitarra)

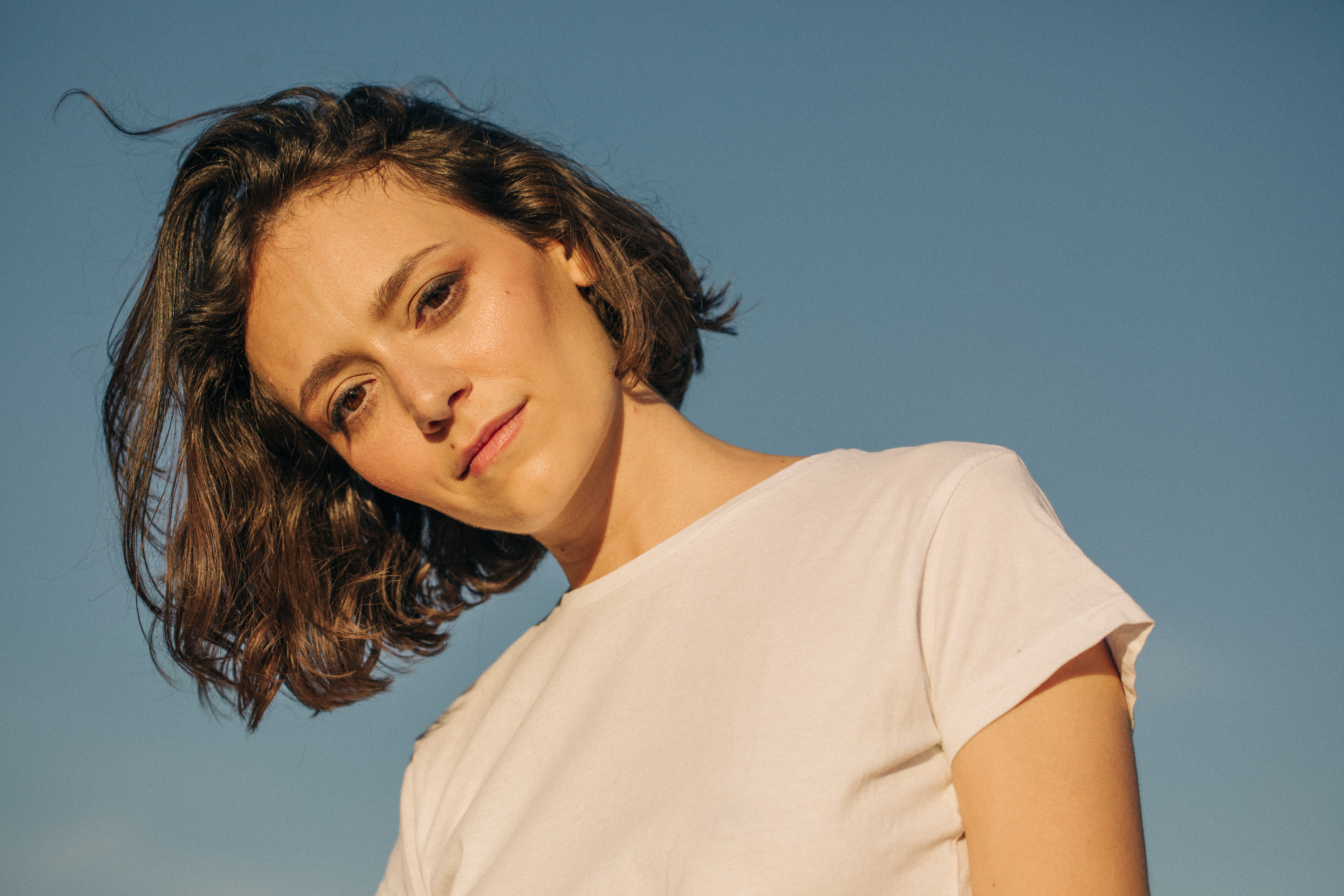
Clara Viñals

- Hugo Alarcón (teclats, guitarra i veu)
- Oscar Huerta (baix)
- Rodrigo Hernández (bateria)

## Discografia
- Renaldo & Clara (EP, Quadrant Records, 2009)
- Lilà (EP, Elefant Records, 2012)
- Fruits del teu bosc (LP, Bankrobber, 2014)
- Xavier Baró i Renaldo & Clara (EP, Bankrobber, 2016)
- Els afores (LP, Bankrobber, 2017)[5]
- L'amor fa calor (LP, Primavera Labels, 2020)
- La boca aigua (LP, Primavera Labels, 2023)